# Marcos Martínez

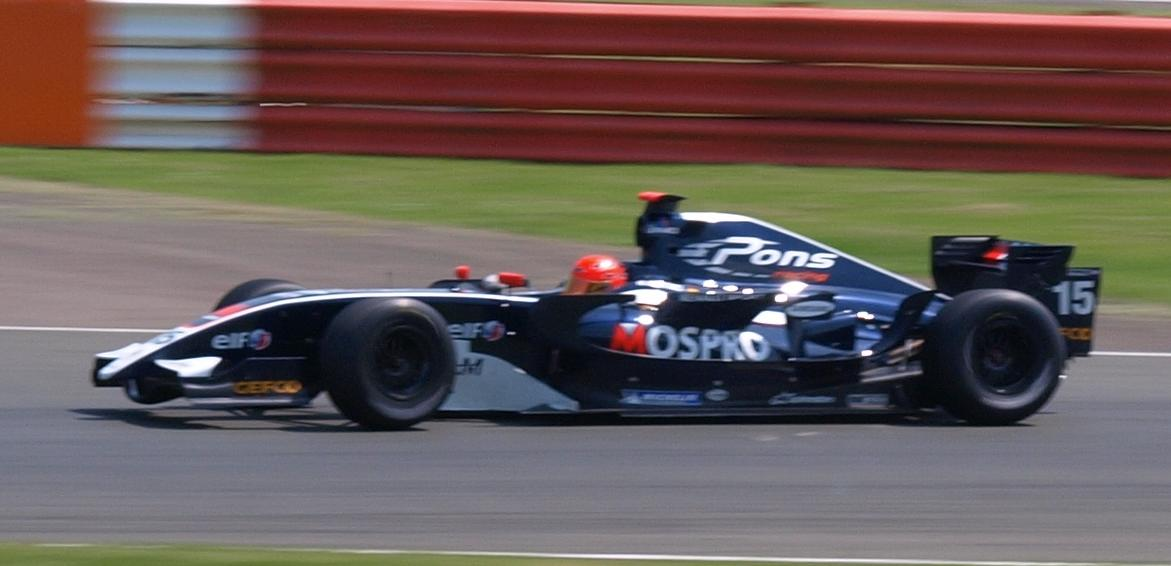
Marcos Martínez på Silverstone Circuit i Formula Renault 3.5 Series 2008.

Marcos Martínez Ucha, född 15 oktober 1985 i Madrid, är en spansk racerförare.

## Racingkarriär
| År                                               | Klass/Mästerskap                    | Team                                    | Bil                       | Totalt/poäng   | Bästa placering             |
| ------------------------------------------------ | ----------------------------------- | --------------------------------------- | ------------------------- | -------------- | --------------------------- |
| 2004                                             | Formula Junior 1600 Spain           | ?                                       | ?                         | 8:a/48p        | ?                           |
| 2005                                             | Formula 3 Spain Copa de España F300 | Racing Engineering                      | Dallara F300 (Toyota)     | 2:a/82p        | Fem segrar                  |
| 2005                                             | Spanska F3-mästerskapet             | Racing Engineering                      | Dallara F300 (Toyota)     | 9:a/31p        | ?                           |
| 2006                                             | Spanska F3-mästerskapet             | Racing Engineering                      | Dallara F306 (Toyota)     | 10:a/28p       | 1:a                         |
| 2006                                             | Formula Renault 3.5 Series          | EuroInternational                       | ?                         | -/0p           | ?                           |
| 2007                                             | Spanska F3-mästerskapet             | Novo Team                               | Dallara F306 (Toyota)     | 13:e/22p       | 3:a på Magny-Cours (Race 2) |
| 2007                                             | GP2 Series                          | Racing Engineering                      | Dallara GP2 (Renault)     | 22:a/5p        | 4:a i Valencia (Race 1)     |
| 2008                                             | Formula Renault 3.5 Series          | Pons Racing                             | Dallara FR35 (Renault)    | 15:e/21p       | 2:a på Silverstone (Race 1) |
| 2008                                             | Spanska F3-mästerskapet             | TEC Auto                                | Dallara F306 (Toyota)     | -/0p           | ?                           |
| 2008                                             | Formula 3 Spain Copa de España      | TEC Auto                                | Dallara F306 (Toyota)     | ?              | 1:a                         |
| 2009                                             | Formula Renault 3.5 Series          | Pons Racing                             | Dallara FR35 (Renault)    | 7:a/73p        | Fyra segrar                 |
| 2010                                             | Superleague Formula                 | Sevilla FC (EmiliodeVillota Motorsport) | Panoz DP09B (Menard)      | 14:e/355p      | 1:a på Adria (Race 2)       |
| 2011                                             | Formula Renault 3.5 Series          | Pons Racing                             | Dallara T08 (Nissan VQ35) | säsongen pågår | säsongen pågår              |
| Senast uppdaterad: 2011-09-04 (4859 dagar sedan) |                                     |                                         |                           |                |                             |